# Formazione ideale della NFL degli anni 1990
La formazione ideale della NFL degli anni 1990, in inglese NFL 1990s All-Decade Team,  fu scelta dai giurati della Pro Football Hall of Fame. La squadra è composta giocatori che hanno fornito prestazioni eccezionali nella National Football League negli anni novanta.
La formazione consiste in una prima e seconda squadra, sia offensiva che difensiva, unità degli special team oltre che un primo e secondo capo-allenatore. 
Bruce Matthews, Jerry Rice, Barry Sanders, Bruce Smith e Reggie White furono scelte unanime. Deion Sanders and Mel Gray riuscirono ad entrare nella squadra in due ruoli diversi: Sanders fu nominato cornerback nella prima squadra e punt returner mentre Gray entrò nella seconda squadra sia come kicker che come punt returner. Morten Andersen, Gary Anderson, Sean Landeta, Ronnie Lott, Gary Zimmerman, Rice, Bruce Smith e White furono nominati anche come membri della formazione ideale degli anni ottanta. Larry Allen, Warren Sapp e Willie Roaf furono membri anche membri della formazione ideale degli anni duemila.

## Attacco
| Ruolo         | Prima squadra                                                       | Hall of Fame? | Seconda squadra                                            | Hall of Fame? |
| ------------- | ------------------------------------------------------------------- | ------------- | ---------------------------------------------------------- | ------------- |
| Quarterback   | John Elway (Denver Broncos)                                         | Sì            | Brett Favre (Green Bay Packers)                            | e-2016        |
| Running back  | Barry Sanders (Detroit Lions)                                       | Sì            | Thurman Thomas (Buffalo Bills)                             | Sì            |
| Running back  | Emmitt Smith (Dallas Cowboys)                                       | Sì            | Terrell Davis (Denver Broncos)                             | Sì            |
| Wide receiver | Jerry Rice (San Francisco 49ers)                                    | Sì            | Michael Irvin (Dallas Cowboys)                             | Sì            |
| Wide receiver | Cris Carter (Minnesota Vikings)                                     | Sì            | Tim Brown (Los Angeles/ Oakland Raiders)                   | Sì            |
| Tight end     | Shannon Sharpe (Denver Broncos)                                     | Sì            | Ben Coates (New England Patriots)                          | No            |
| Tackle        | Willie Roaf (New Orleans Saints)                                    | Sì            | Tony Boselli (Jacksonville Jaguars)                        | Si            |
| Tackle        | Gary Zimmerman (Minnesota Vikings, Denver Broncos)                  | Sì            | Richmond Webb (Miami Dolphins)                             | No            |
| Guardia       | Bruce Matthews (Houston Oilers/ Tennessee Oilers/ Tennessee Titans) | Sì            | Larry Allen (Dallas Cowboys)                               | Sì            |
| Guardia       | Randall McDaniel (Minnesota Vikings)                                | Sì            | Steve Wisniewski (Los Angeles/ Oakland Raiders)            | No            |
| Centro        | Dermontti Dawson (Pittsburgh Steelers)                              | Sì            | Mark Stepnoski (Dallas Cowboys, Houston/ Tennessee Oilers) | No            |

## Difesa
| Ruolo            | Prima squadra                                                                                | Hall of Fame? | Seconda squadra                                                                           | Hall of Fame? |
| ---------------- | -------------------------------------------------------------------------------------------- | ------------- | ----------------------------------------------------------------------------------------- | ------------- |
| Defensive end    | Bruce Smith (Buffalo Bills)                                                                  | Sì            | Chris Doleman (Minnesota Vikings, Atlanta Falcons, San Francisco 49ers)                   | Sì            |
| Defensive end    | Reggie White (Philadelphia Eagles, Green Bay Packers)                                        | Sì            | Neil Smith (Kansas City Chiefs, Denver Broncos)                                           | No            |
| Defensive tackle | Cortez Kennedy (Seattle Seahawks)                                                            | Sì            | Warren Sapp (Tampa Bay Buccaneers)                                                        | Sì            |
| Defensive tackle | John Randle (Minnesota Vikings)                                                              | Sì            | Bryant Young (San Francisco 49ers)                                                        | No            |
| Linebacker       | Junior Seau (San Diego Chargers)                                                             | Sì            | Hardy Nickerson (Pittsburgh Steelers, Tampa Bay Buccaneers)                               | No            |
| Linebacker       | Derrick Thomas (Kansas City Chiefs)                                                          | Sì            | Cornelius Bennett (Buffalo Bills, Atlanta Falcons, Indianapolis Colts)                    | No            |
| Linebacker       | Kevin Greene (Los Angeles Rams, Pittsburgh Steelers, Carolina Panthers, San Francisco 49ers) | No            | Levon Kirkland (Pittsburgh Steelers)                                                      | No            |
| Cornerback       | Deion Sanders (Atlanta Falcons, San Francisco 49ers, Dallas Cowboys)                         | Sì            | Darrell Green (Washington Redskins)                                                       | Sì            |
| Cornerback       | Rod Woodson (Pittsburgh Steelers, San Francisco 49ers, Baltimore Ravens)                     | Sì            | Aeneas Williams (Phoenix/ Arizona Cardinals)                                              | Sì            |
| Safety           | Steve Atwater (Denver Broncos, New York Jets)                                                | No            | Carnell Lake (Pittsburgh Steelers, Jacksonville Jaguars)                                  | No            |
| Safety           | LeRoy Butler (Green Bay Packers)                                                             | No            | Ronnie Lott (San Francisco 49ers, Los Angeles Raiders, New York Jets, Kansas City Chiefs) | Sì            |

## Special teams
| Ruolo         | Prima squadra                                                         | Hall of Fame? | Seconda squadra | Hall of Fame? |
| ------------- | --------------------------------------------------------------------- | ------------- | --- | ------------- |
| Kicker        | Morten Andersen (New Orleans Saints, Atlanta Falcons)                 | No            | Gary Anderson (Pittsburgh Steelers, Philadelphia Eagles, San Francisco 49ers, Minnesota Vikings)                   | No            |
| Punter        | Darren Bennett (San Diego Chargers)                                   | No            | Sean Landeta (New York Giants, L.A./ St. Louis Rams, Tampa Bay Buccaneers, Green Bay Packers, Philadelphia Eagles) | No            |
| Kick returner | Michael Bates (Seattle Seahawks, Cleveland Browns, Carolina Panthers) | No            | Mel Gray (Detroit Lions, Houston/ Tennessee Oilers, Philadelphia Eagles)                                           | No            |
| Punt Returner | Deion Sanders (Atlanta Falcons, San Francisco 49ers, Dallas Cowboys)  | Sì            | Mel Gray (Detroit Lions, Houston/ Tennessee Oilers, Philadelphia Eagles)                                           | No            |

## Allenatore
| Ruolo | Prima squadra                                                        | Hall of Fame? | Seconda squadra           | Hall of Fame? |
| ----- | -------------------------------------------------------------------- | ------------- | ------------------------- | ------------- |
| Coach | Bill Parcells (New York Giants, New England Patriots, New York Jets) | Sì            | Marv Levy (Buffalo Bills) | Sì            |

Nota: Se sotto "Hall of Fame" c'è una "e" seguita da un anno,ad esempio "e-2013", significa che quello è l'anno in cui il giocatore diventerà eleggibile per la Pro Football Hall of Fame.